# シュライク 5.56mm
シュライク 5.56mm（英語: Ares Shrike 5.56）は、M16/M4カービンを軽機関銃に改造することができるパーツである。

## 概要
上記のようにシュライク 5.56mmは単体の武器ではなく、銃身、アッパーレシーバーそして遊底（ボルト）などからなるM16/M4カービン用の改造パーツであり、それらと組み合わせることによってM249に似た軽機関銃に改造することができる。
M249同様に、バレルは連射時の過熱を防ぐために交換しやすくなっている。そのため、現存する軽機関銃と同様に連続射撃が行え、その上、元がアサルトライフルであるため重量がM249の約半分とかなり軽量であるため扱いやすいという利点がある。この様な点はアメリカ海兵隊が計画していたIARプロジェクトに似ており、同銃もトライアルに参加していた。
アッパーレシーバーを交換するだけであるため、M16の本体側（ロアレシーバー）に改造を施す必要が無い。給弾はM16/M4共用の20・30発入りのマガジンをロアレシーバーに挿入するか、シュライクアッパーレシーバーのフィードトレイからM249同様にベルトリンクにつながれた弾薬も装弾できる（ただし、マガジンとベルト装弾を同時に使用することはできない）。
数年前にはシュライクはアメリカ市場において流通数が極めて少なく、一部からはベーパーウェアであるという非難を受けている（購入予約をして、頭金をメーカーのAres Defense Systemsに支払ったにもかかわらずほとんど生産されていないことがその背景にある）。

## 派生型
シュライクは現在発売されて間もない商品であるが、現行品とプロトタイプで顕著な違いが存在する。
プロトタイプ1
初期のコンセプトモデル。改造型のM249用ハンドガード、ストーナー63を基にした銃身交換方式が特徴である。
プロトタイプ2
このタイプではハンドガードにピカティニー・レールが装着され、部品の一部をM16と共用化している他、M60に似た銃身交換方式を採用している。
03A
量産型モデル。ガスチューブ（発射ガス導入管）が横についており、ハンドガードも円筒形に改良されている。バレルの交換方式などはEXP-1に似ている。
ARES-16AMG
アレスオリジナルのマガジン給弾用アッパーレシーバーと通常のロアレシーバーを使用したモデル。M16系統で使用されるSTANAG マガジンが使用できる。銃身交換機能は存在する。SAWよりIARに近い。
ARES-16SPW
シュライクアッパーレシーバー専用のロアレシーバーを使用したモデル。軍用規格のM16に使用されるレシーバーに似ているが、サイズダウンさせるためにマガジンウェルが省かれているため、M16用マガジンを使用することができず、M249用の200発入りボックスマガジンのみが使用できる。
ARES-16AMG-1
アレスオリジナルのベルト給弾用アッパーレシーバーとアレスオリジナルのロアレシーバーを使用したモデル。M249用の200発入りボックスマガジンが使用できる。
ARES-16AMG-2
アレスオリジナルのベルト給弾用アッパーレシーバーと通常のロアレシーバーを使用したモデル。ロアレシーバーのマガジン投入口にミニミの弾袋を付けられるようにパーツが付けられており、AMG-1と似た感覚で使用できる。
ARES-16AAP
IARトライアル向きに開発されたモデル。
これらにはピカティニー・レールが取り付けられるので、光学スコープ、ライト、レーザーサイト、さらには銃身下部にグレネードランチャーやショットガンなどの支援火器を搭載することが可能である。ARES-16にはすでに取り付けられている。